# Kołacin
Kołacin [pronunciación en polaco: /kɔˈwat͡ɕin/] es un pueblo en el distrito administrativo de Gmina Książ Wielkopolski, dentro del Distrito de Śrem, Voivodato de Gran Polonia, en el centro-oeste de Polonia. Se encuentra aproximadamente 8 kilómetros al sur de Książ Wielkopolski, 20 kilómertros al sudeste de Śrem, y 51 kilómetros al sudeste de la capital regional, Poznań.
El pueblo tiene una población de 356 habitantes.